# Yakisugi

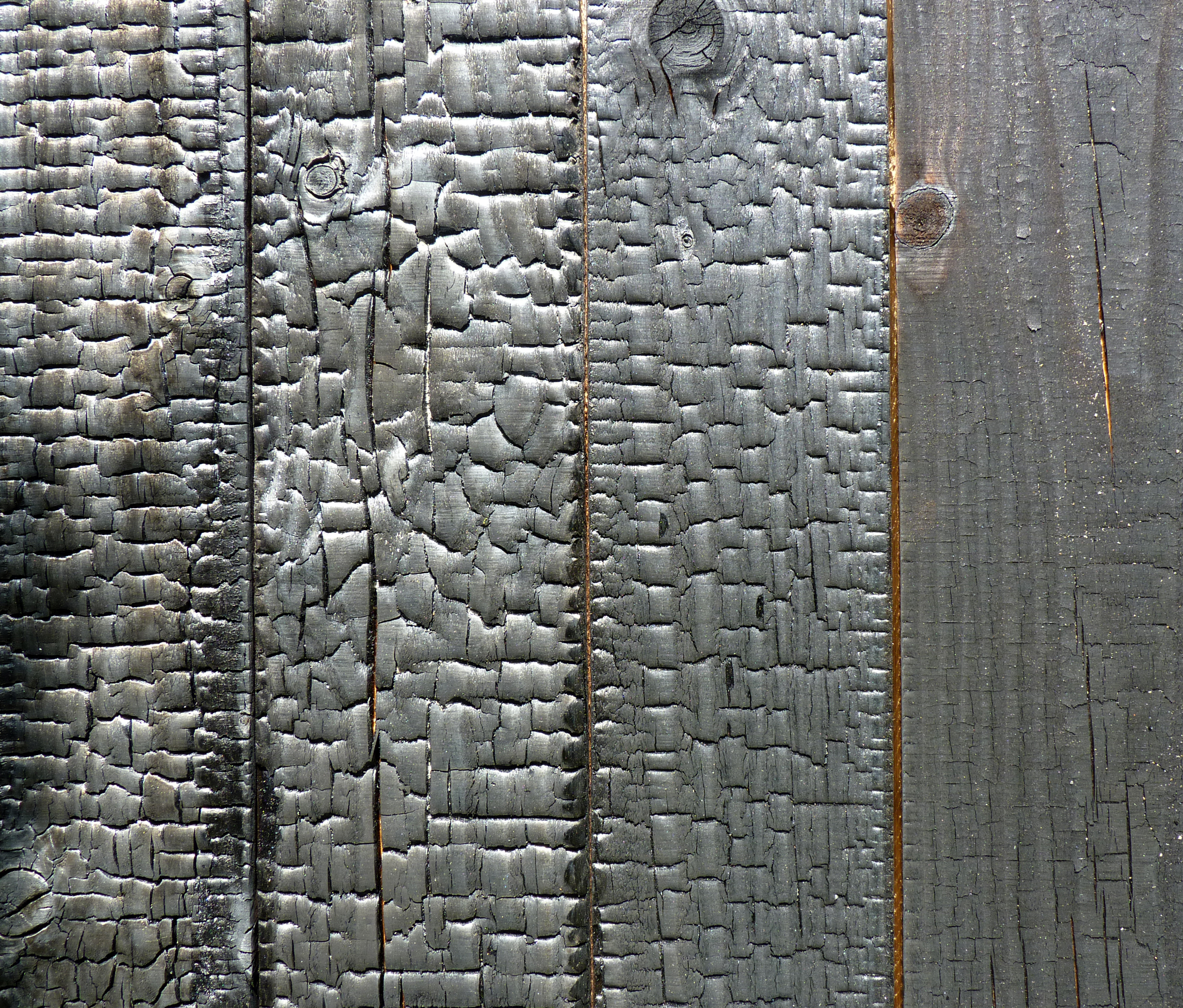
Exemples de bois traités en utilisant cette technique.

Le yakisugi (焼き杉, littéralement cèdre grillé ou cèdre brûlé) ou shou sugi ban en Occident est une technique de protection du bois originaire du Japon. Elle s'obtient en brûlant profondément la surface d'une planche de bois. Le matériau ainsi obtenu est réputé plus résistant au feu, aux insectes et aux champignons. Cette technique est réutilisée par des architectes contemporains comme Terunobu Fujimori et a été proposée pour la construction du Guggenheim Helsinki.

## Origine
Le yakisugi est originaire du Japon. On estime qu'il s'est développé particulièrement à partir du XVIIIe siècle. À cette période, la paix règne sous le shogun des Tokugawa et le commerce intérieur se développe. La mer intérieure de Seto et ses îles, comme Naoshima, Seto et Setouchi, deviennent rapidement un lieu de passage stratégique et prospère dans lequel se développent les constructions en yakisugi.
Les façades en yakisugi sont aujourd'hui encore très représentées dans ces îles. On en trouve également sur des maisons de thé et maisons traditionnelles (machiya) dans les vieux quartiers de Kyoto ou Nara.

## Utilisation contemporaine

### Au Japon

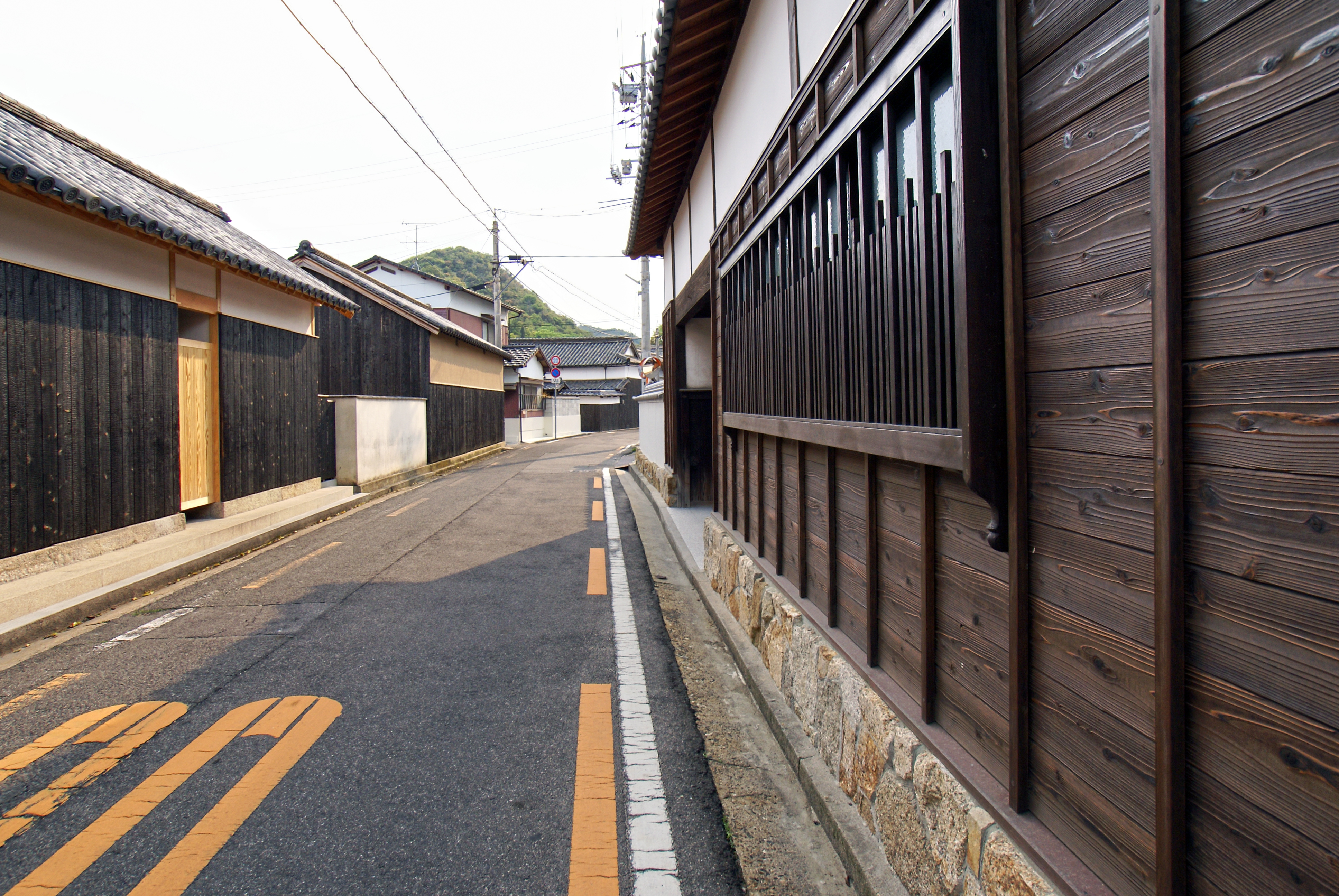
Maisons à Naoshima utilisant ce type de bardage.

Longtemps considéré comme un matériau suranné, le yakisugi jouit à nouveau aujourd'hui d'un regain d'intérêt. L'architecte japonais Terunobu Fujimori utilise depuis plusieurs décennies la technique du yakisugi dans ses réalisations. Ce matériau est principalement utilisé pour des maisons individuelles.

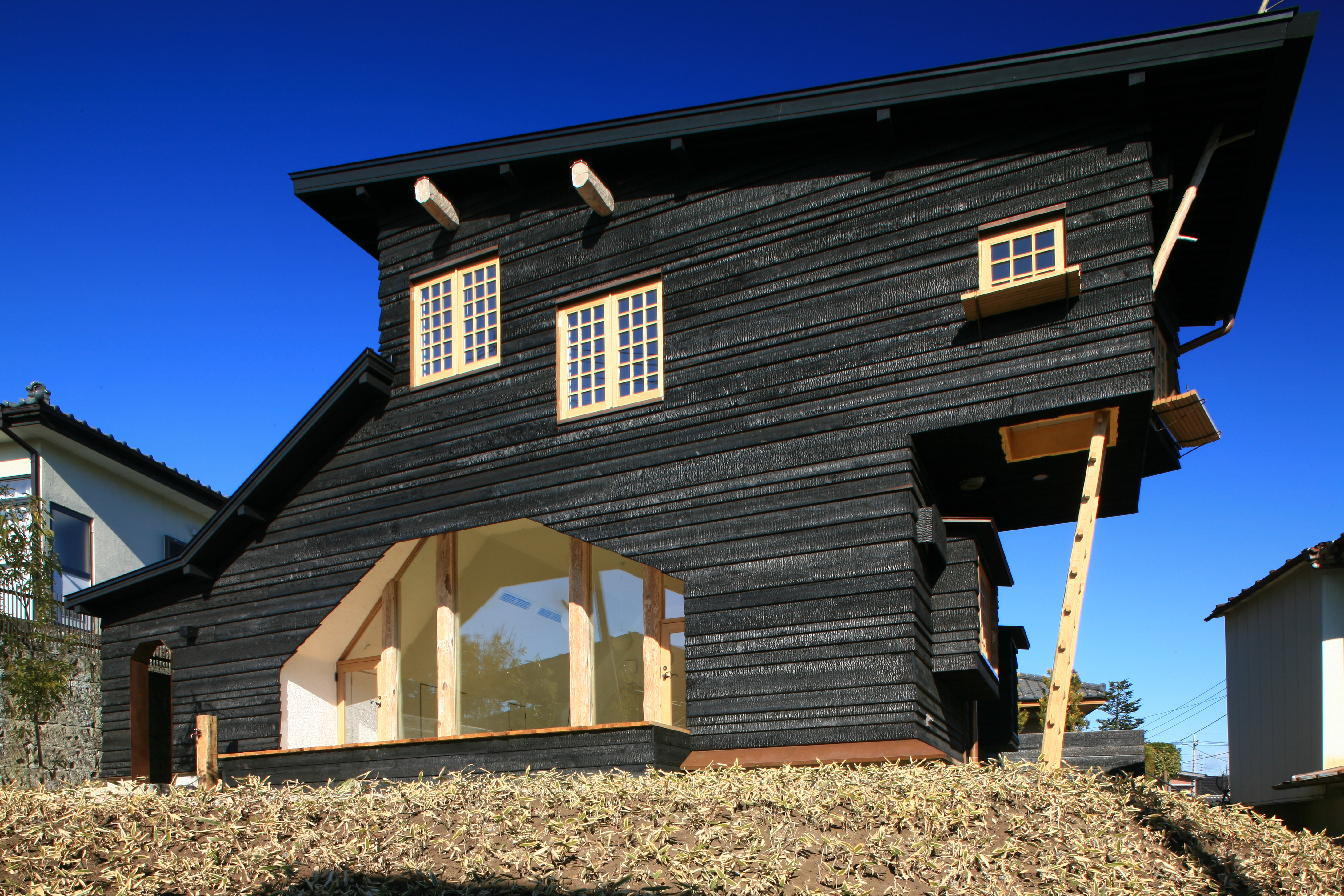
Utilisation du shou-sugi-ban pour la Coal House, par l'architecte Terunobu Fujimori.

### En France
En Île-de-France, région utilisant traditionnellement les enduits en plâtre[réf. nécessaire], l'utilisation du bois brûlé produit des effets de rupture avec le contexte existant. Dans la crèche municipale Pierre Budin de Paris, le bois brûlé est utilisé pour le logement du gardien au sommet du bâtiment qui est entièrement blanche. Dans des régions où les façades en bois sont répandues, comme la Bretagne ou la Savoie, les projets avec du yakisugi sont plus nombreux car ils s'intègrent mieux au bâti existant. Le bois n'est pas forcément brûlé en profondeur comme dans la méthode japonaise : il arrive qu'il soit seulement flambé en surface, afin de faire ressortir son veinage.[réf. nécessaire]

## Production

### Méthode traditionnelle
Le bois originellement utilisé est le sugi, communément appelé cèdre du Japon. Attention cependant : le nom scientifique de cette espèce endémique du Japon est Cryptomeria japonica, il s'agit donc d'un cyprès.
Le bois utilisé doit être sec, débité en longues planches. Idéalement, le brûlage se fait du côté de la planche qui était tourné vers l'extérieur du tronc.
Le processus de production artisanal suit des étapes régulières :
- trois planches sont liées entre elles par une corde ou un fil de fer, avec une cale dans chaque angle, formant ainsi une cheminée ;
- la cheminée est posée sur un foyer, à la base duquel une boule de papier journal est allumée afin d'en enflammer l'intérieur ;
- une fumée blanche apparaît d'abord si le bois n'est pas totalement sec, il s'agit de l'eau qui s'évapore. Le brûlage commence réellement lorsqu'une fumée noire apparaît ;
- la cheminée brûle plusieurs minutes d'un côté, puis est retournée afin que le brûlage soit homogène sur toute la hauteur des planches ;
- lorsque le temps est écoulé, les planches encore en feu sont détachées et plongées dans l'eau afin de stopper la combustion ;
- enfin, elles sont entreposées pour séchage avant d'être installées.

### Production industrielle

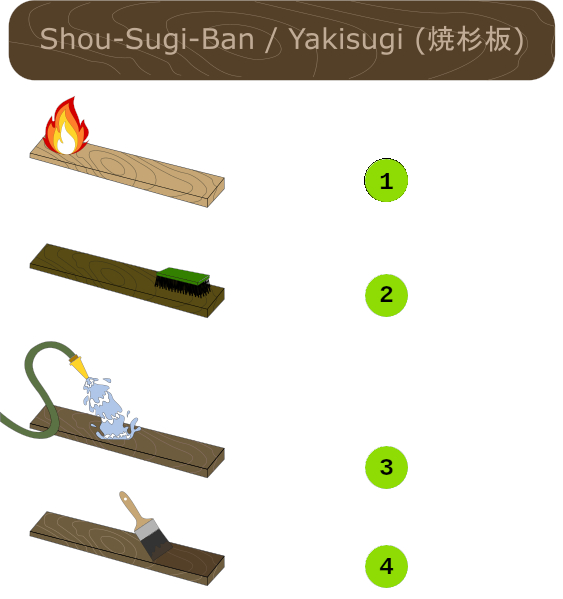
Étapes de la technique yakisugi :
1- brûlage du bois
2- brossage
3- lavage
4- protection additionnelle avec de l'huile.

La production de bois brûlé en France est assez restreinte et très disparate. De ce fait, des entreprises étrangères ayant une expérience plus longue de la production de bois brûlé répondent régulièrement aux appels d'offres.
On peut distinguer différents types de production, allant de la plus artisanale à la plus industrialisée :
- les planches sont carbonisées de façon peu contrôlée à la torche à gaz ou sur un brasier ;
- les planches sont carbonisées dans un four dont la température et le temps de brûlage sont contrôlés par un opérateur ou de façon automatisée.

### Do It Yourself
Face à la simplicité du processus de production artisanale, de nombreux projets sont réalisés par des non-professionnels. Appréciant surtout la qualité esthétique du matériau, les réalisations sont autant des bardages extérieurs, que des habillages intérieurs ou du mobilier. Cependant il s'agit d'une utilisation qui dévie du rôle originel du bois brûlé, fait pour protéger les habitations dans les climats humides.

## Spécificités techniques

### Composition
Le brûlage confère au bois une structure hétérogène. Quatre couches peuvent être distinguées (en allant de l'extérieur à l'intérieur de la façade) :
- charbon de bois, carbone ;
- goudron ;
- bois pyrolysé ;
- bois massif, non atteint par la chaleur.

Cette méthode se distingue d'autres traitements thermiques du bois par torréfaction ou rétification. En effet, ces méthodes dégradent la structure ligneuse du bois et le rendent impropre à l'utilisation comme bois de structure. Ce n'est pas le cas du bois brûlé[réf. nécessaire], puisque seule la surface est concernée par la combustion[réf. nécessaire]. Le bois massif qui compose le reste de la planche conserve sa capacité structurelle[réf. nécessaire].

### Résistance au feu
Le bois brûlé a une surface composée de charbon, dont la conductivité thermique (0,055 W/mK) est nettement plus faible que celle du bois massif (0,36 W/mK) : il est donc beaucoup plus lent à prendre feu.
Une étude de la Kansai Association for the Research in Traditional Housing, au Japon, a démontré qu'une maison de ville traditionnelle (machiya) bardée de bois brûlé mettait plus longtemps à s'embraser que la même structure bardée par un lattis plâtré. La température de la façade en yakisugi augmente plus lentement, et se maintient à un degré moins élevé lorsqu'elle s'embrase.
Le bois brûlé se présente comme une option intéressante dans la lutte contre l'incendie dans les constructions en bois. En théorie, s'il est correctement dimensionné, un bois brûlé pourrait donc être utilisé comme bois de charpente.

### Résistance aux insectes xylophages
La surface de carbone n'a pas d'intérêt nutritif pour les insectes xylophages. La couche de bois pyrolysé en dessous ne comporte quasiment plus de cellulose ni d'hémicellulose, et a donc également très peu d'intérêt nutritif.

### Résistance aux champignons lignivores
Les champignons lignivores ont la capacité de digérer les composants qui assurent la rigidité structurelle du bois : la lignine et la cellulose. Ils se développent lorsqu'ils bénéficient de cette source nutritive, ainsi que d'une humidité et une chaleur suffisantes. La surface charbonneuse du bois brûlé ne contient pas d'éléments nutritifs pour les champignons et n'est donc pas menacée. En revanche, le reste non brûlé de la planche doit être protégé des champignons par une mise en œuvre stratégique : la pose choisie doit permettre à l'eau de s'écouler afin d'éviter la stagnation et garantir une bonne ventilation des planches.

### Intérêt écologique
Le yakisugi connaît un regain d'intérêt dans les projets architecturaux visant à la haute qualité environnementale. De ce point de vue, la technique traditionnelle présente effectivement plusieurs avantages :
- aucune utilisation de produits chimiques de synthèse. Seules quelques huiles naturelles sont parfois utilisées (tung ou lin notamment) ;
- aucun matériel particulier pour être mise en œuvre ;
- pas d'utilisation de source d'énergie annexe, comme du gaz.

Dans le cas d'une production industrielle, ces avantages peuvent rapidement disparaître. En effet, de nombreuses entreprises proposent des finitions utilisant des produits de synthèse (colorants, vernis, lasure, peinture ou résine). Cette utilisation peut avoir une visée esthétique (donner une teinte que le bois ne possède pas naturellement, changer sa texture) ou pratique (prolonger la vie du bois), mais a un impact sur l’environnement. Elle obligera également l'utilisateur à entretenir régulièrement le bois, ce qui n'est pas nécessaire pour un bois brûlé non traité.

### Intérêt esthétique
Le bois brûlé originel est de couleur noir charbon. Sa surface a une texture écailleuse plus ou moins épaisse et dense. Couleur et texture peuvent facilement être associées à d'autres matériaux, dans le but d'obtenir une réalisation plus contemporaine.
Plusieurs paramètres sont modifiables en fonction de l'apparence finale souhaitée : température et durée de brûlage, méthode de brûlage, essence de bois employée et traitement de surface (brossage, huile, vernis, etc.).

### Vieillissement
Une fois posé et soumis aux aléas climatiques, le bois brûlé change d'aspect. Ce processus est normal et doit être pris en compte lorsqu'on prévoit d'installer ce matériau. Le vieillissement est plus ou moins long et homogène : il dépend notamment de la méthode de brûlage, de la qualité et du type de pose, et de l'orientation de la façade.
On peut distinguer plusieurs étapes dans le vieillissement du matériau lorsqu'il n'est pas traité :
- patine de la couche de charbon, apparition de reflets bleutés/jaune/blanc ;
- délavage plus ou moins régulier de la couche de carbone friable ;
- apparition des cernes du bois et du bois non carbonisé.

Lorsque le bois brûlé est traité, il faut prévoir de l'entretenir régulièrement comme on le ferait pour un bois classique.

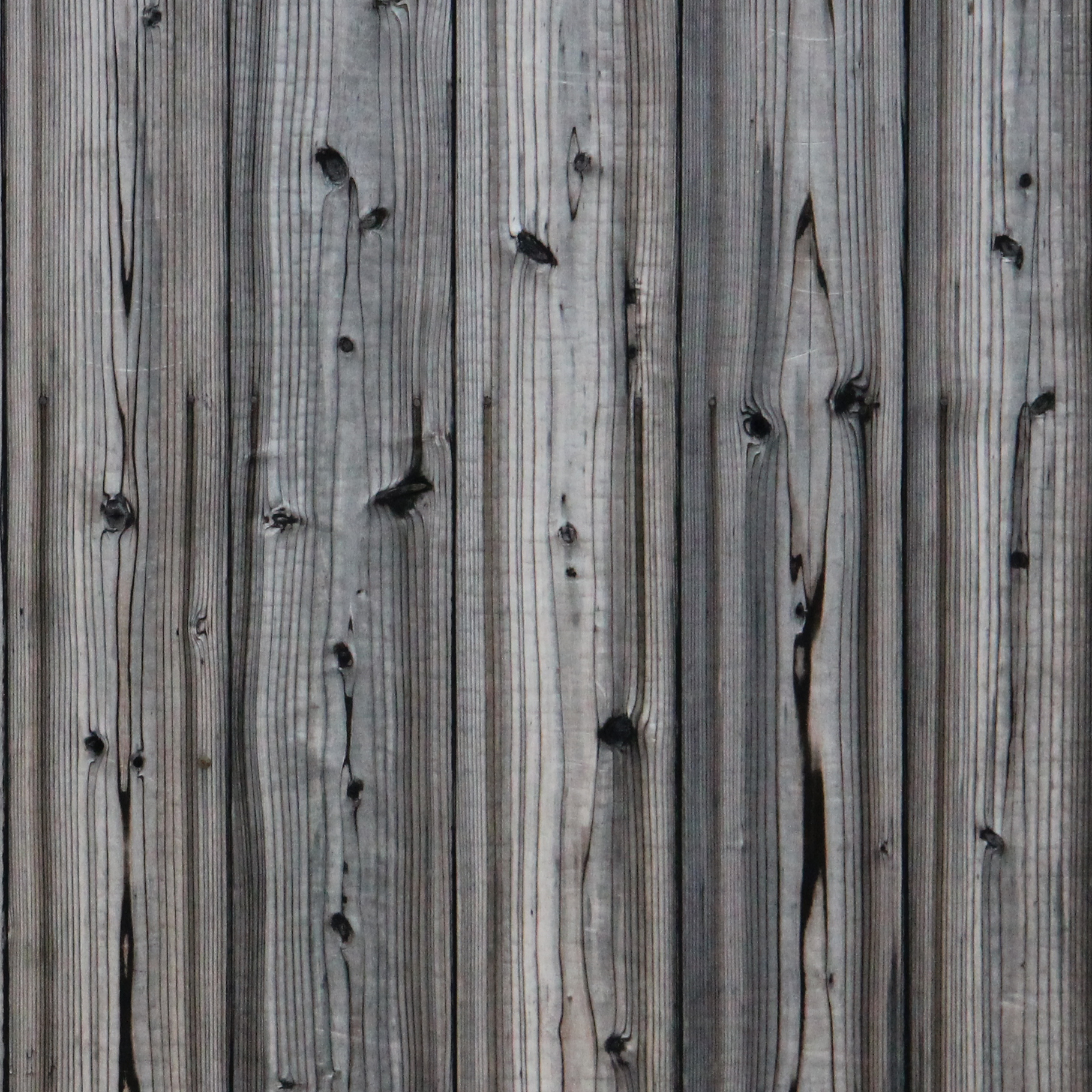
Façade ancienne en yakisugi : le bois mis à nu sous le charbon a grisé, les nœuds sont restés brûlés.
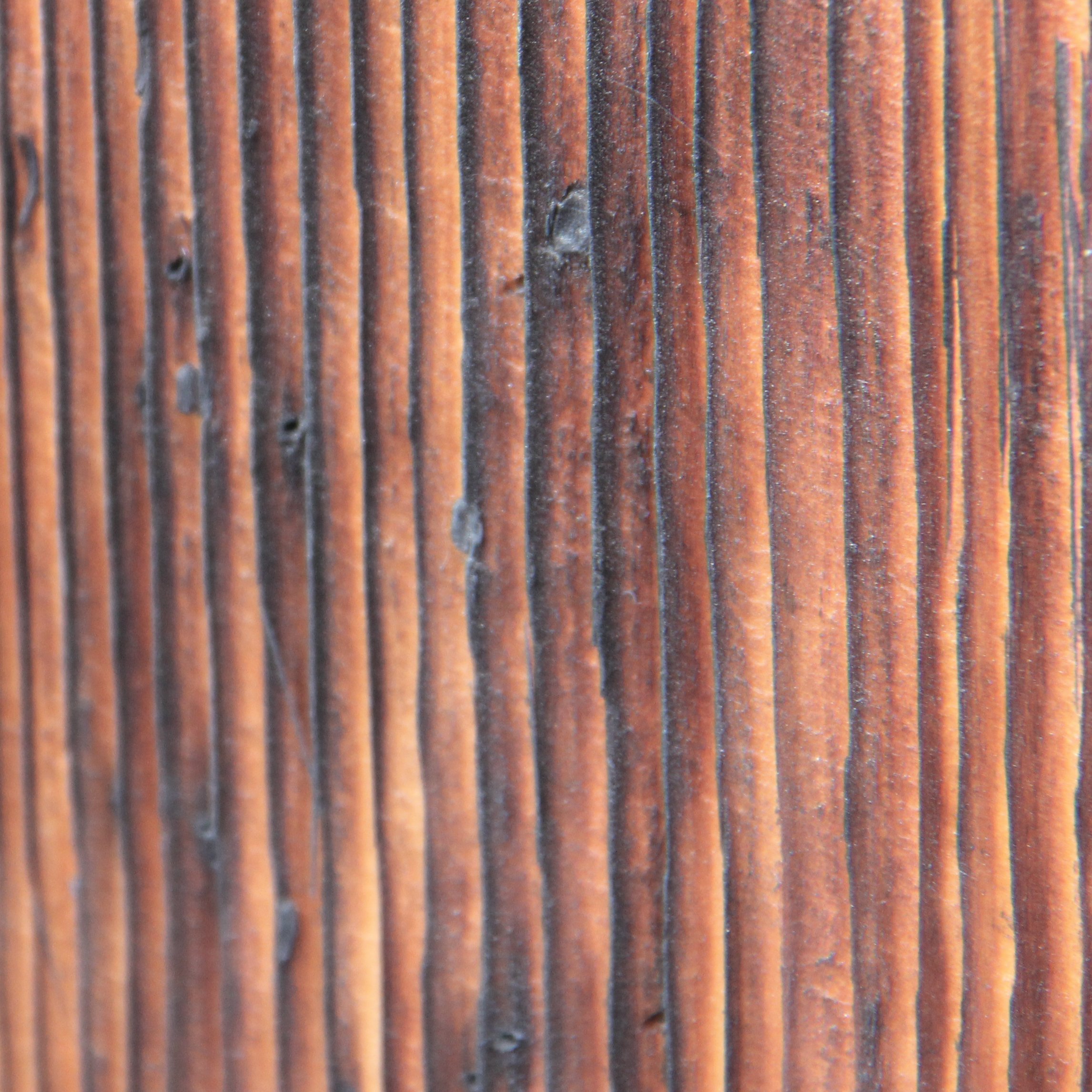
Façade ancienne en yakisugi : le charbon délavé a révélé les cernes.

## Aspect culturel

### Wabi-sabi
Historiquement, le yakisugi est lié à l'esthétique japonaise du wabi-sabi. Leonard Koren, artiste et philosophe américain spécialisé dans l'art de vivre japonais, en propose cette définition :
« Wabi-sabi est la beauté des choses imparfaites, impermanentes et incomplètes. C'est la beauté des choses modestes et humbles. C'est la beauté des choses atypiques. »
— Leonard Koren
« Les objets wabi-sabi sont des expressions du temps figées. Les matériaux qui les constituent sont clairement soumis aux effets du vieillissement ou de leur utilisation. »
— Leonard Koren
Le bois brûlé est indissociable de l'esthétique du wabi-sabi : fruit de plusieurs processus de la nature (photosynthèse et feu), il n'a pas d'aspect géométrique et contrôlé. Il se patine au cours du temps et ce changement d'aspect est perçu positivement par les personnes qui y sont confrontées. Être dans l'esprit wabi-sabi signifie accepter la surface imparfaite du matériau, la disparition progressive et irrégulière du carbone à sa surface, et l'idée qu'on ne peut pas prévoir quel aspect aura le matériau dans un mois, un an ou un siècle.